# Rotes Schloss Obernzenn

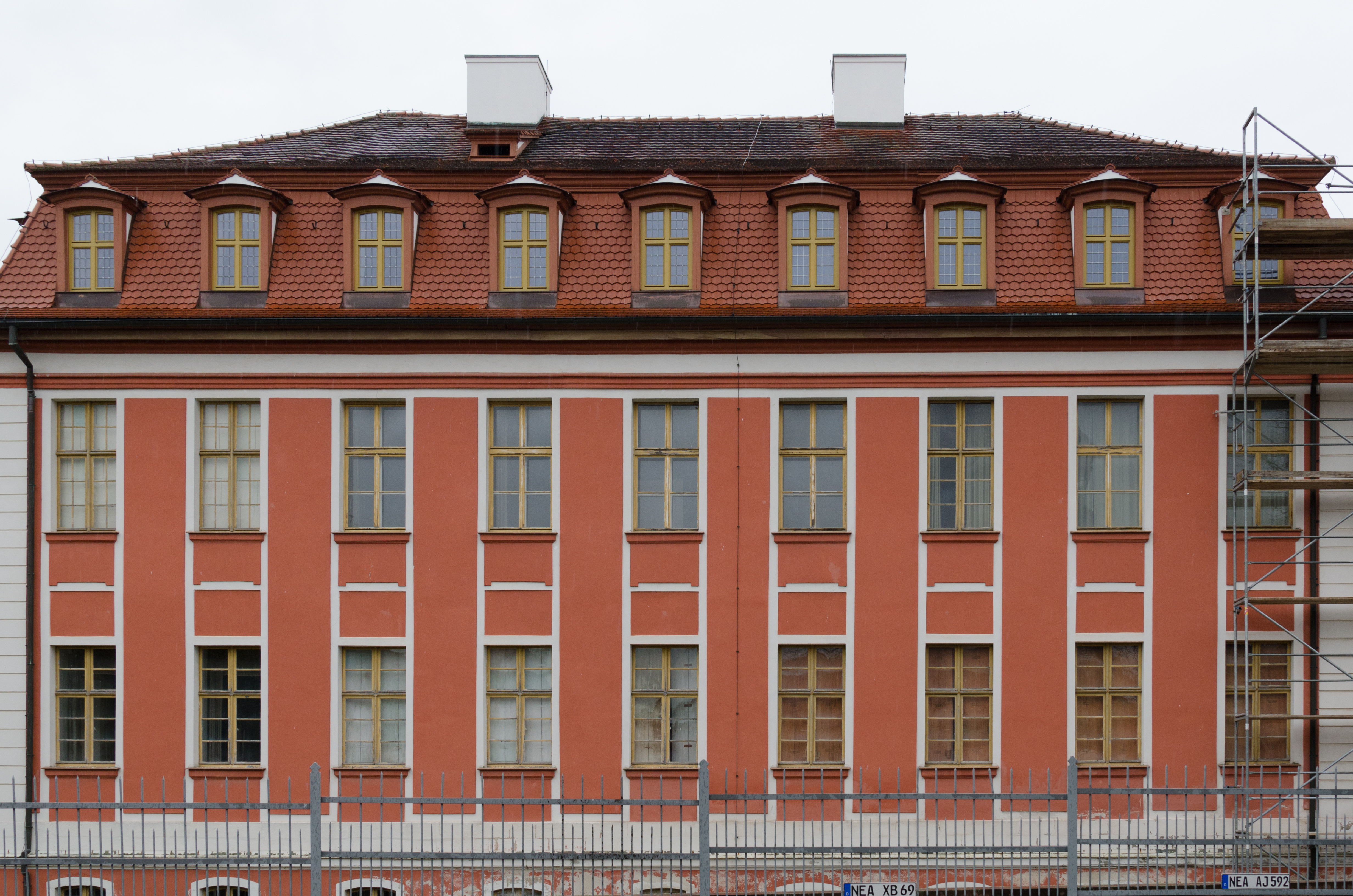
Rotes Schloss in Obernzenn

Das Rote Schloss in Obernzenn, einem Markt im mittelfränkischen Landkreis Neustadt an der Aisch-Bad Windsheim, ist ein barockes Schloss aus dem 18. Jahrhundert, das nach seiner vorherrschenden Fassadenfarbe benannt ist.

## Geschichte

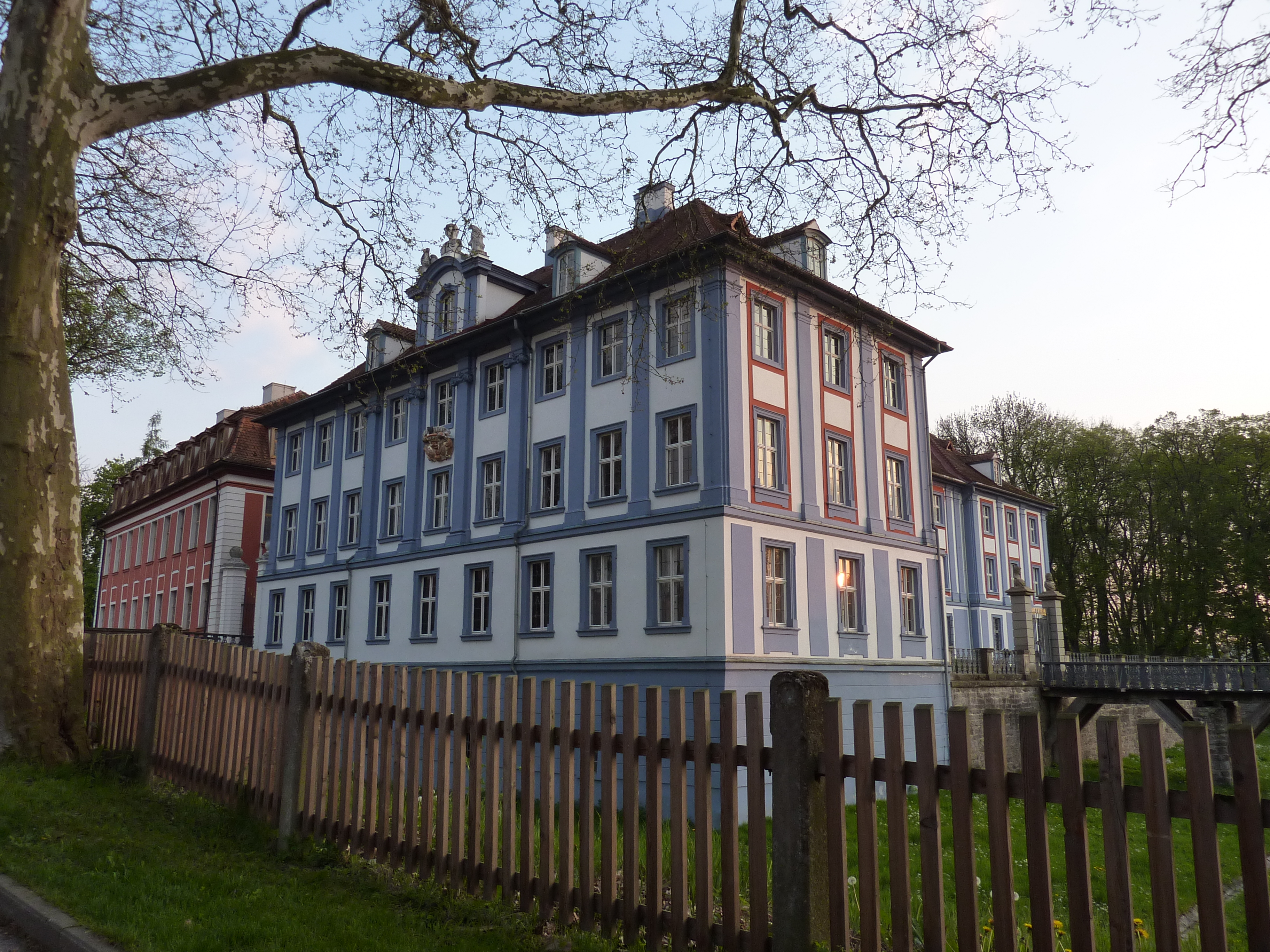
Rotes und Blaues Schloss Obernzenn

In Obernzenn herrschte ab dem 13. Jahrhundert die Familie von Seckendorff. Sowohl das Rote als auch das Blaue Schloss in Obernzenn steht auf den Überresten einer mittelalterlichen Burganlage. Während das Blaue Schloss in drei Bauabschnitten errichtet wurde, ließ der kurbayerische Generalfeldmarschall und Ritterrat des Ritterkantons Altmühl, Johann Wilhelm Gottfried Freiherr von Seckendorff-Gutend, das Rote Schloss ab 1745 anlässlich seiner Eheschließung mit seiner dritten Frau Franziska Friederica von Stain zum Rechtenstain und zu Bächingen bauen. Zwei Jahre nach Baubeginn verstarb er.
Die Pläne für die regelmäßige Dreiflügelanlage, die sich den Hof mit dem benachbarten Blauen Schloss teilt, stammten wahrscheinlich von Leopoldo Retty. Das Blaue Schloss bildet den vierten Flügel, mit einem Seitenflügel zur Parkseite. Den Bau des Roten Schlosses führten Johann Jakob Fraas und der ansbachische LandbauinspektorJohann David Steingruber aus. Steingruber folgte Retty auf dem Posten als Ansbacher Hofbaumeister.
Das Rote Schloss ist ein schlichtes und regelmäßiges Bauwerk, dessen Fassaden durch Lisenen und Wandfelder gegliedert sind. Über der Eingangstür befindet sich das Wappen derer von Seckendorff mit der Jahreszahl 1745. Im Inneren des Schlosses befinden sich weitere Wappendarstellungen. Die Deckenbilder in den zwei Treppenhäusern zeigen wappenhaltende Genien.
Das Rote Schloss beherbergt heute Mietwohnungen. Es befindet sich in der Obhut der Messerschmitt Stiftung, die auch die Zukunft des Blauen Schlosses langfristig sichern wird, das noch vom letzten Grafen von Seckendorff bewohnt wird.